# Serica ammomenisco
Serica ammomenisco är en skalbaggsart som beskrevs av Hardy 1987. Serica ammomenisco ingår i släktet Serica och familjen Melolonthidae. Inga underarter finns listade i Catalogue of Life.